# IC 418
IC 418, conosciuta anche come Nebulosa Spirografo, è una nebulosa planetaria situata nella costellazione della Lepre.
Il nome deriva dal fatto che l'aspetto della nebulosa ricorda i disegni creati con lo Spirograph, uno strumento composto da una serie di elementi forati, con cui si disegnavano spirali concentriche e disegni basati su cerchi e curve.
È probabile che la stella originariamente presente al centro di IC 418 fosse in passato una gigante rossa e la nebulosa sarebbe quindi ciò che rimane degli strati più esterni dopo che questi sono stati espulsi. I resti della stella, presenti al centro della nebulosa, tra alcune decine di migliaia di anni diverranno una nana bianca. Una simile evoluzione probabilmente avverrà anche per il nostro Sole, ma solo fra alcuni miliardi di anni. La sua distanza si aggira sui 2000 anni-luce dalla Terra.